# Jacopo del Casentino

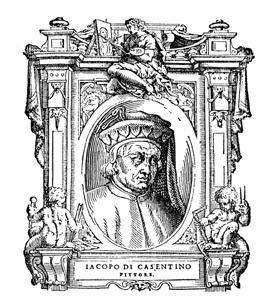
Jacopo del Casentino (Holzschnitt in den Vite von Giorgio Vasari, 1568)

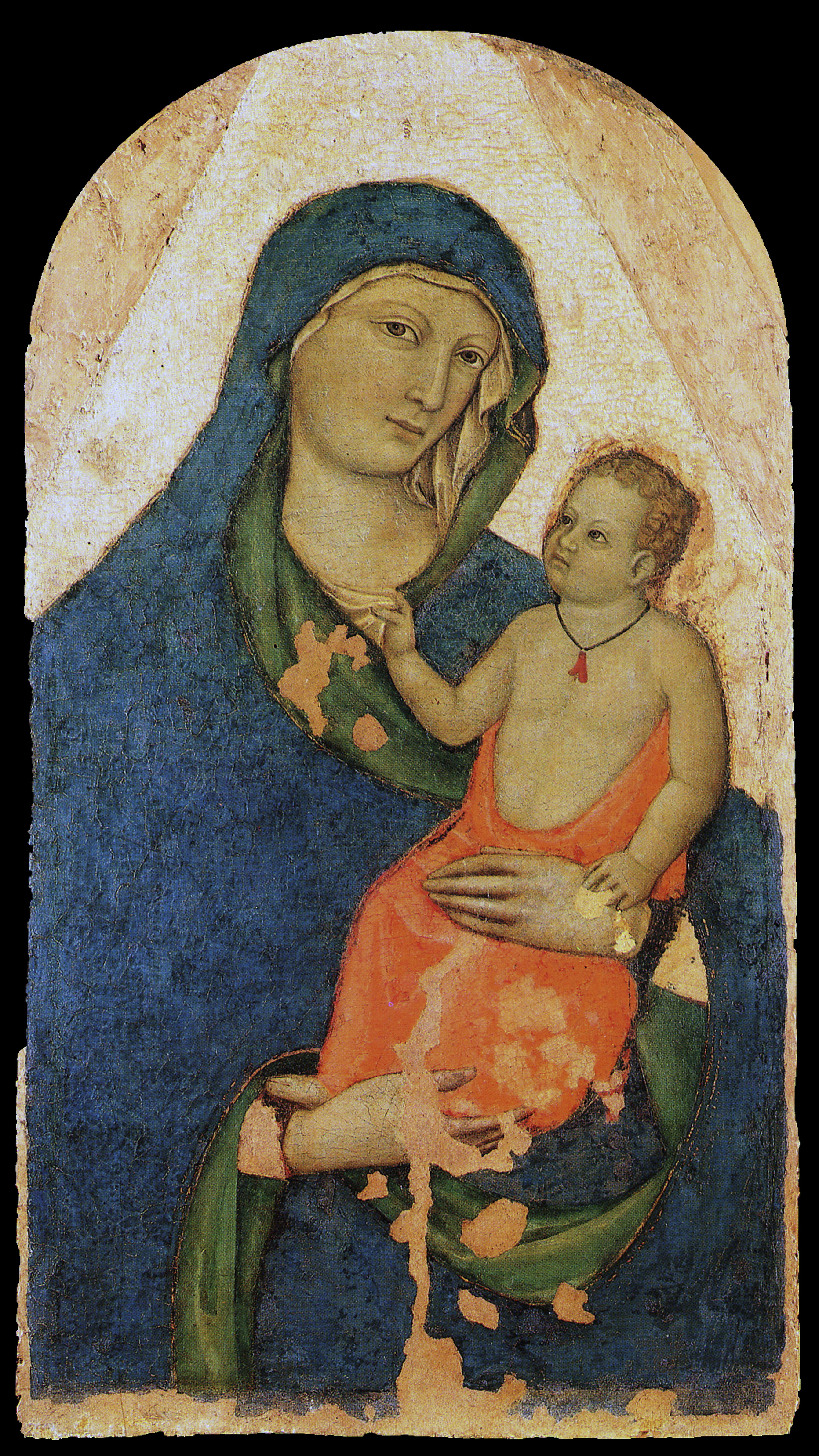
Madonna mit Kind

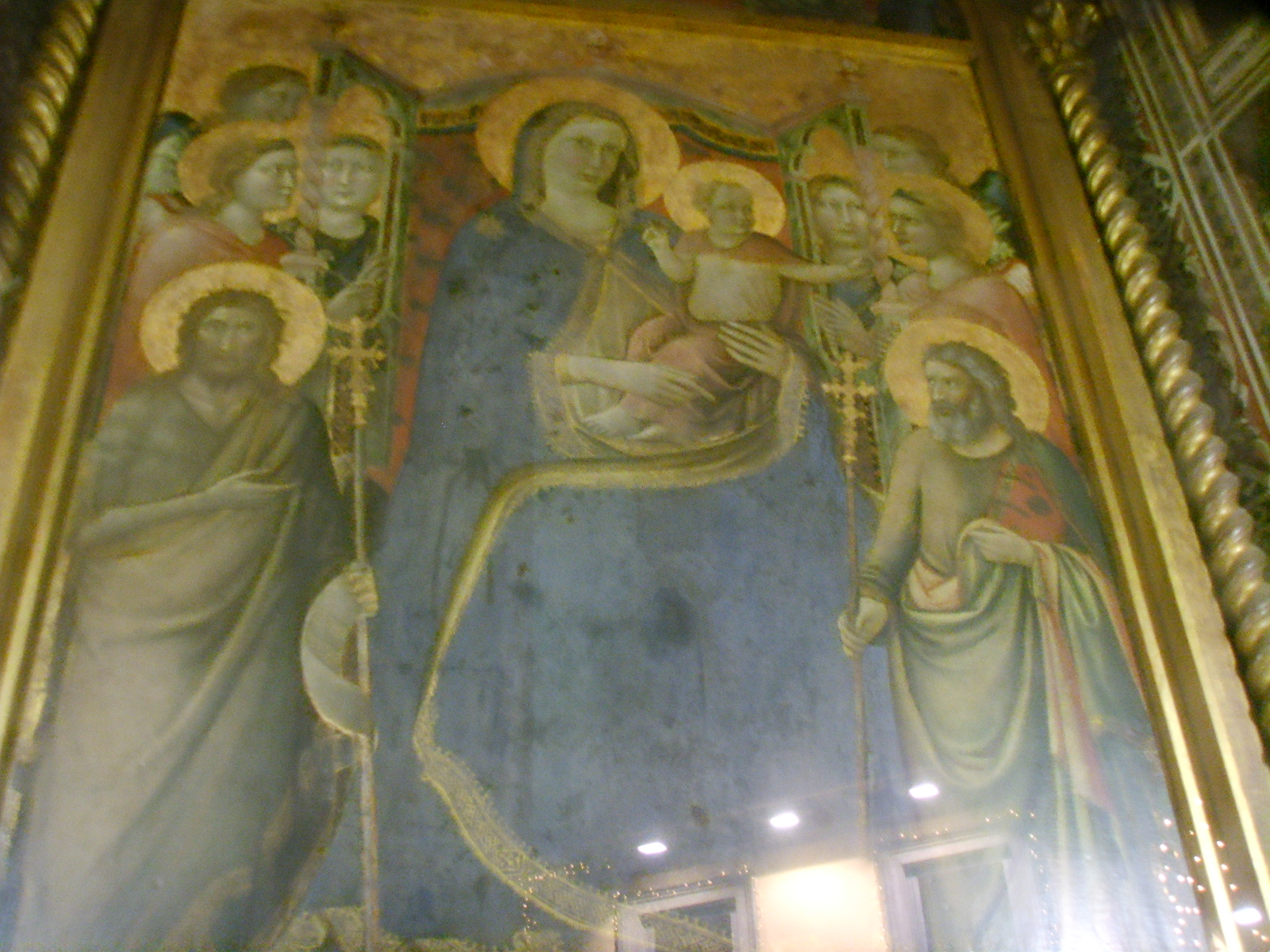
Tabernakel von Santa Maria della Tromba, Florenz

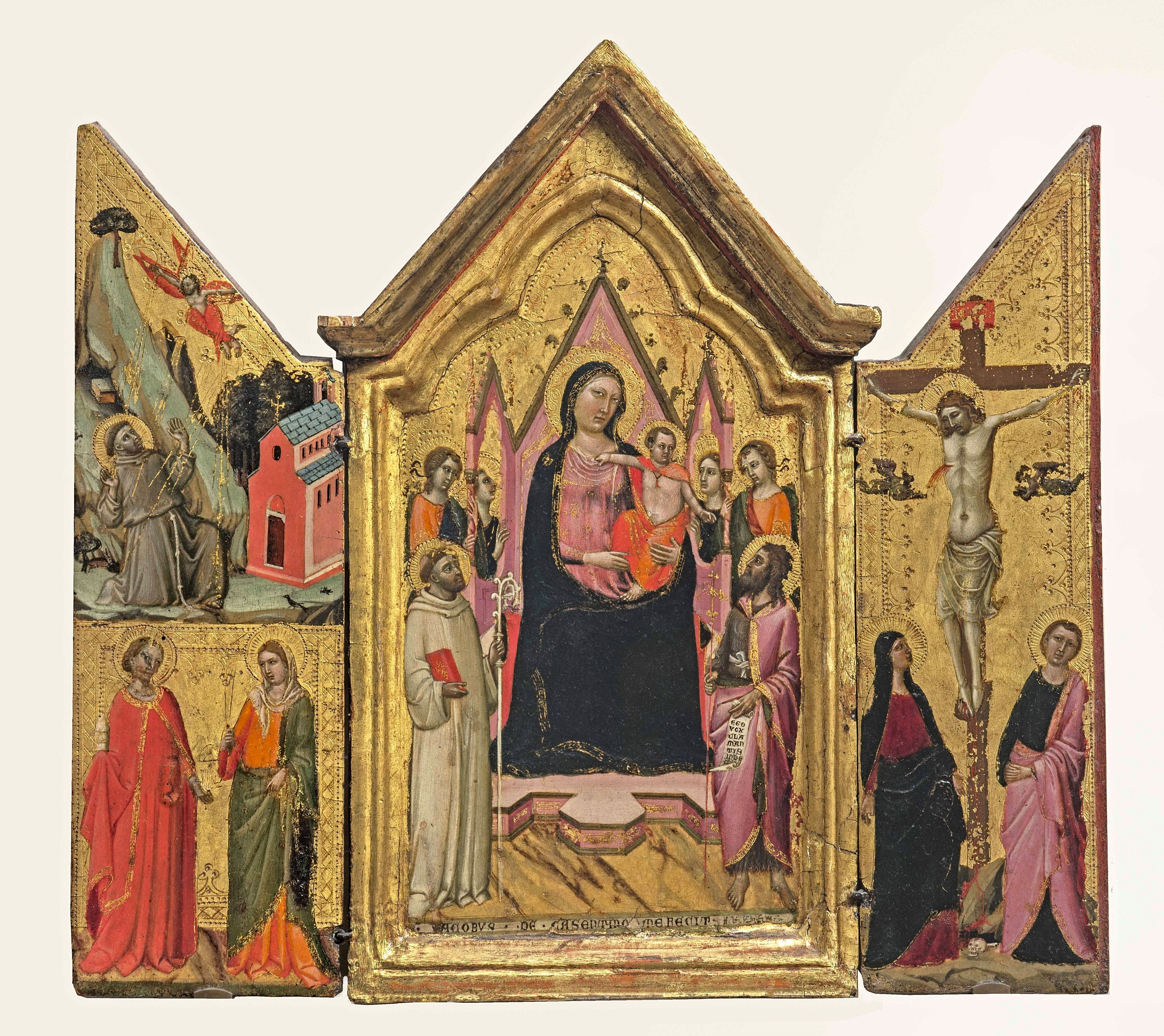
Madonna mit Heiligen, Triptychon, Uffizien

Jacopo del Casentino (* um 1297; † nach 1349, auch Jacopo Landino oder Jacopo da Prato Vecchio, möglicherweise je nach Beinamen aus Pratovecchio oder Casentino) war ein italienischer Maler der Spätgotik.

## Leben
Er war ein Schüler von Taddeo Gaddi in Arezzo und folgte ihm nach Florenz. Dort gründeten sie 1349 die Malergesellschaft zur Heiligen Jungfrau und den Heiligen Johannes der Täufer, Zenobius, Reparata und Lukas. Er malte in Florenz für die Orsanmichele und die Kathedrale von Florenz.
1354 ging er wieder nach Arezzo, wo er die städtischen Brunnen instand setzte und viele Fresken malte, die nicht erhalten sind.
Er war auf kleine Altäre für Privatleute spezialisiert und popularisierte diese in Italien mit Bernardo Daddi. Zu seinen Werken gehört das Cagnola-Triptychon in den Uffizien (1325–1330), das einzige Werk, das ihm sicher zugeschrieben werden kann. Er zeigt Einflüsse von Giotto, in dessen Werkstatt er möglicherweise lernte (sein Lehrer Taddeo Gatti war außerdem ein Schüler von Giotto), und der Schule von Siena (Pietro Lorenzetti und dessen Bruder Ambrogio).
Sein blinder Sohn Francesco Landino war Komponist. Zu seinen Schülern zählen Agnolo Gaddi und Spinello Aretino. Giorgio Vasari nahm ihn in seine Biographiensammlung (Le vite) auf.

## Werke (Auswahl)
- Madonna con Bambino in trono, santi e angeli; Annuncio ai pastori; Natività di Gesù; Incontro dei tre vivi e dei tre morti; Crocifissione di Cristo, Gemäldegalerie (Berlin).[1]
- San Giovanni Battista manda due suoi discepoli da Cristo , Gemäldegalerie Alte Meister, Dresden.[1]
- San Giovanni Battista, San Giovanni Evangelista und Sant’Egidio, Galleria dell’Accademia, Florenz (Teilstücke eines Flügelaltars).[1]